# Ефелдер-Рауенштајн
Ефелдер-Рауенштајн (њем. Effelder-Rauenstein) општина је у њемачкој савезној држави Тирингија. Једно је од 16 општинских средишта округа Зонеберг. Према процјени из 2010. у општини је живјело 3.804 становника. Посједује регионалну шифру (AGS) 16072002.

## Географски и демографски подаци
Ефелдер-Рауенштајн се налази у савезној држави Тирингија у округу Зонеберг. Општина се налази на надморској висини од 395 метара. Површина општине износи 41,7 km². У самом мјесту је, према процјени из 2010. године, живјело 3.804 становника. Просјечна густина становништва износи 91 становника/km².